# Conus spurius
Conus spurius е вид охлюв от семейство Conidae. Възникнал е преди около 15,97 млн. години по времето на периода неоген. Видът не е застрашен от изчезване.

## Разпространение и местообитание
Разпространен е в Ангуила, Антигуа и Барбуда, Аруба, Барбадос, Бахамски острови, Белиз, Британски Вирджински острови, Венецуела, Гваделупа, Гватемала, Гренада, Доминика, Доминиканска република, Кайманови острови, Колумбия, Коста Рика, Куба, Кюрасао, Мартиника, Мексико (Веракрус, Кампече, Кинтана Ро, Табаско, Тамаулипас и Юкатан), Монсерат, Никарагуа, Панама, Пуерто Рико, САЩ (Луизиана, Северна Каролина, Тексас, Флорида и Южна Каролина), Сейнт Винсент и Гренадини, Сейнт Лусия, Хаити, Хондурас и Ямайка.
Обитава крайбрежията и пясъчните дъна на океани, морета, заливи и рифове. Среща се на дълбочина от 5 до 165 m, при температура на водата от 20,9 до 26,9 °C и соленост 35 – 36,8 ‰.